# Södertälje FC-72
Södertälje FC-72 var en fotbollsförening från Södertälje i Södermanland. Klubben bildades 1972 genom sammanslagning av Södertälje AIK och BK Remo, samt Brunnsängs IK:s seniorlag. Klubben namnändrades inför säsongen 1976 från Södertälje FC-72 till enbart Södertälje FC men det ursprungliga namnet återtogs efter en säsong. Herrsektionen uppgick 1981 i Östertälje IK, medan den kvarvarande damsektionen sammanslogs sedan 1984 med Ronna DK och bildade den nya föreningen Tälje FK. Under sin existens spelade föreningen sina hemmamatcher på Bårsta IP.
Damfotbollslaget spelade tre säsonger i Sveriges högsta division under perioden 1978-1980.
Herrlaget vann division VI under klubbens första år, division V året därpå och tillbringade återstoden av sin existens i division IV.

### Fotnoter
1. ↑  https://sites.google.com/view/clasglenningfootball/hem/sweden-historical-tables/1975
2. ↑  https://sites.google.com/view/clasglenningfootball/hem/sweden-historical-tables/1976
3. 1 2  ”Arkiverade kopian”. Arkiverad från originalet den 21 november 2022. https://web.archive.org/web/20221121075513/https://www.sodertaljefotbollen.eu/soumldertaumllje-fc.html. Läst 21 november 2022.
4. 1 2  ”Arkiverade kopian”. Arkiverad från originalet den 21 november 2022. https://web.archive.org/web/20221121075514/https://www.sodertaljefotbollen.eu/uploads/1/2/0/2/12027160/sodertalje_fc_herr.pdf. Läst 21 november 2022.
5. ↑  ”Arkiverade kopian”. Arkiverad från originalet den 21 november 2022. https://web.archive.org/web/20221121075513/https://www.sodertaljefotbollen.eu/uploads/1/2/0/2/12027160/ostertalje_ik.pdf. Läst 21 november 2022.
6. ↑  Jimmy Lindahl (27 februari 2004). ”Maratontabell för högsta damserien 1978-2003”. Bolletinen. http://www.bolletinen.se/sfs/pdf/stat_d_maraton_1978_2003_maratontab_f_hogsta_damserien.pdf. Läst 13 oktober 2013.